# L’Aiguillon-sur-Vie
L’Aiguillon-sur-Vie ist eine französische Gemeinde mit 2.207 Einwohnern (Stand: 1. Januar 2022) im Département Vendée in der Region Pays de la Loire. L’Aiguillon-sur-Vie gehört zum Arrondissement Les Sables-d’Olonne und ist Mitglied des Gemeindeverbandes Pays de Saint-Gilles-Croix-de-Vie Agglomération. Die Einwohner werden Aiguillonais und Aiguillonnaises genannt.

## Geografie
L’Aiguillon-sur-Vie liegt etwa 20 Kilometer nordnordwestlich von Les Sables-d’Olonne und etwa 30 Kilometer westlich von La Roche-sur-Yon nahe der Côte de Lumière der Atlantikküste. Das Gemeindegebiet wird im Süden vom Jaunay, im Südosten von seinem aufgestauten Lac du Jaunay und im Nordwesten von seinem Zufluss Gué Gorand begrenzt. Durch das Zentrum der Gemeinde fließt der Ruisseau de la Filatoire, ebenfalls ein Zufluss des Jaunay.
Umgeben wird L’Aiguillon-sur-Vie von den Nachbargemeinden Saint-Réverend im Norden, Coëx im Nordosten, La Chapelle-Hermier im Osten, Landevieille im Südosten, La Chaize-Giraud im Süden, Bretignolles-sur-Mer im Westen und Südwesten sowie Givrand im Westen und Nordwesten.

## Bevölkerungsentwicklung

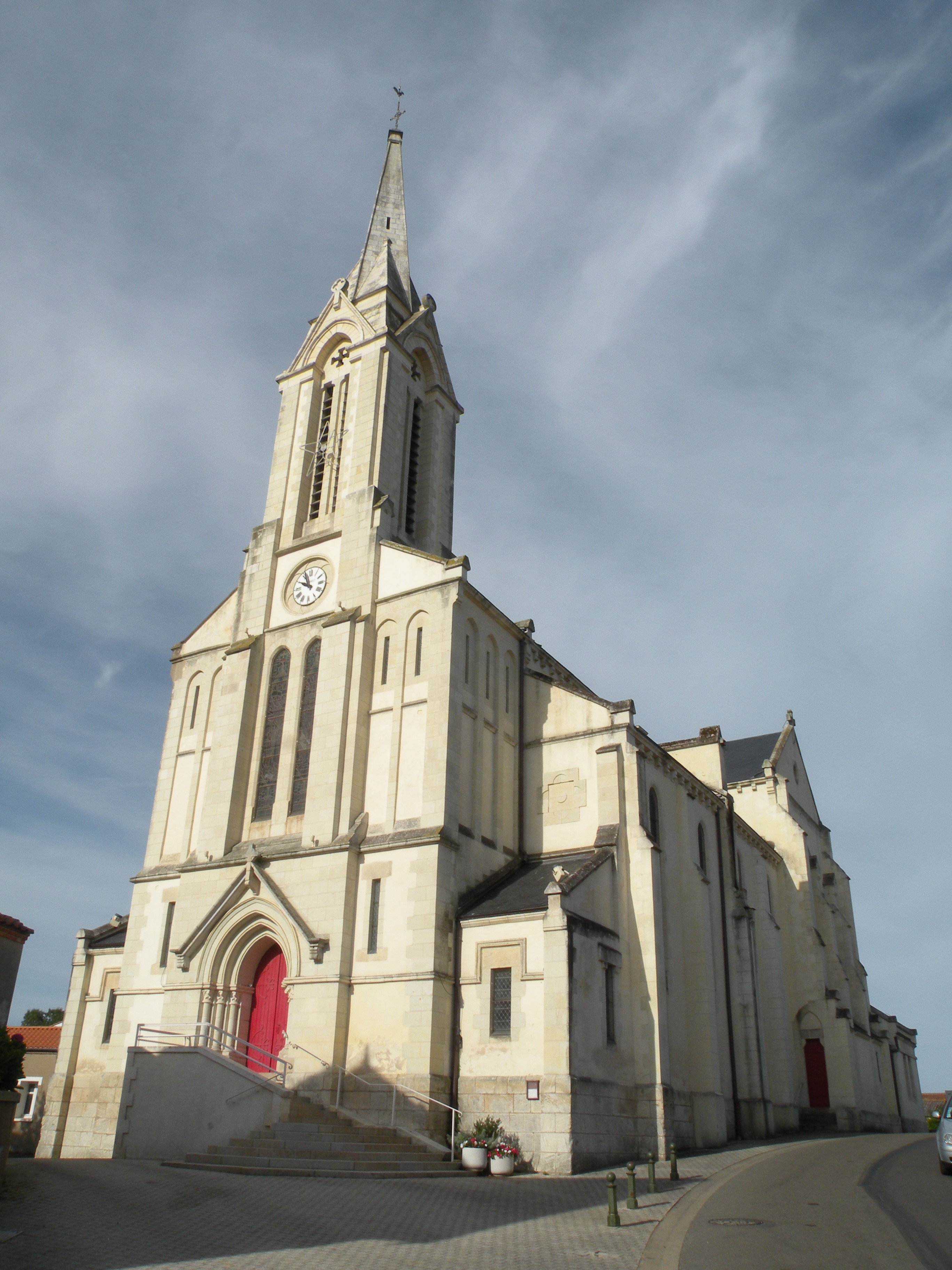
Kirche Notre-Dame

| Jahr                       | 1962 | 1968 | 1975 | 1982 | 1990 | 1999 | 2006 | 2013 | 2020 |
| Einwohner                  | 1025 | 975  | 1394 | 1483 | 993  | 1109 | 1521 | 1853 | 2067 |
| Quellen: Cassini und INSEE |      |      |      |      |      |      |      |      |      |

## Sehenswürdigkeiten
- Kirche Notre-Dame, 1888 im neugotischen Stil erbaut